# ATC (M04)
Jest to część klasyfikacji anatomiczno-terapeutyczno-chemicznej:
- M – Układ mięśniowo-szkieletowy
  - M 01 – Leki przeciwzapalne i przeciwreumatyczne
  - M 02 – Leki do stosowania miejscowego w bólach stawów i mięśni
  - M 03 – Leki zwiotczające mięśnie
  - M 04 – Leki przeciw dnie
  - M 05 – Leki stosowane w chorobach układu kostnego
  - M 09 – Inne leki stosowane w zaburzeniach układu mięśniowo-szkieletowego

Obejmuje ona leki przeciw dnie:

## M 04 A – Leki przeciwdnie
- M 04 AA – Leki hamujące biosyntezę kwasu moczowego
  - M 04 AA 01 – allopurynol
  - M 04 AA 02 – tizopuryna
  - M 04 AA 03 – febuksostat
  - M 04 AA 51 – allopurynol w połączeniach
- M 04 AB – Leki zwiększające wydalanie kwasu moczowego
  - M 04 AB 01 – probenecyd
  - M 04 AB 02 – sulfinpirazon
  - M 04 AB 03 – benzbromaron
  - M 04 AB 04 – izobromindion
  - M 04 AB 05 – lezynurad
- M 04 AC – Leki nie wpływające na metabolizm kwasu moczowego
  - M 04 AC 01 – kolchicyna
  - M 04 AC 02 – cynchofen
  - M 04 AC 51 – kolchicyna i
- M 04 AX – Inne leki przeciw dnie
  - M 04 AX 01 – oksydaza moczanowa
  - M 04 AX 02 – peglotykaza